# Eschweilera venezuelica
Eschweilera venezuelica é uma espécie de lenhosa da família Lecythidaceae.
Apenas pode ser encontrada no seguinte país: Venezuela.